# Tomás Arrieta
Tomás Arrieta (Barranquilla, ?-Cúcuta, 7 de febrero de 1944) fue un beisbolista colombiano.
Fue el primer colombiano en jugar en una liga extranjera, en el América de San Cristóbal, Táchira, Venezuela. Murió en 1944 a causa de una neumonía fulminante. Un estadio de béisbol de Barranquilla llevó su nombre.